# Auguste Boissonneau
Auguste Boissonneau (* 26. Juni 1802 in Saumur; † 7. Juli 1883 in Paris) war ein französischer Ornithologe, Naturalienhändler und Okularist. Er war der Erste, der künstliche Augen aus Glas mit aufgetragenem Email fertigte und den Begriff Ocularist für den Beruf des Augenprothetikers verwendete.

## Boissonneau als Ocularist
Am Anfang seiner Karriere lebte er in Tours in der Rue et hôtel de L'Ancienne intendance No 8. Hier trug er im Jahre 1828 sein erstes Patent ein:

„16. Le sieur Boissonneau (Auguste), émailleure, demeurant rue de l'ancienne Intendance, à Tours, départemen d'Indre-et Loire, auquel il a été délivré, le 24 janvier dernier, le certificat de sa demande d'un brevet d'invention de cinq ans pous ans pour un instrument propre à être employé à la vinification. (deutsch: 16. Herrn Boissonneau (Auguste), Emailverarbeitender, wohnhaft rue de l'ancienne Intendance, in Tours, Département d'Indre-et Loire hat das Patent auf ein Erfindung für fünf Jahre ab dem 24. Januar 1828 für ein Instrument, das zur Weinverarbeitung verwendet werden kann.“

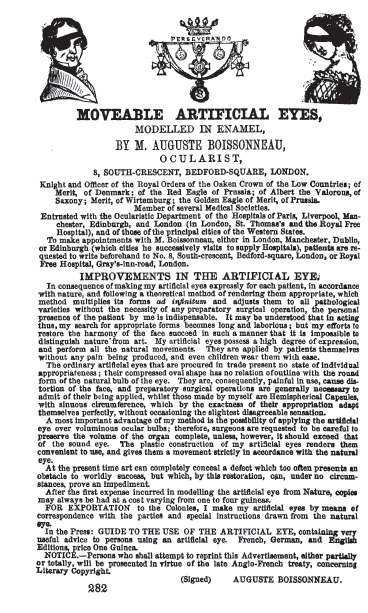
Werbeanzeige von Boissonneau

In einem Werbeprospekt aus dieser Zeit, in dem er sich noch Augenarztkünstler, der Name seiner Vorgänger, nannte, zeigte er an, dass er jegliche Art von künstlichen Augen herstelle "für Menschen als auch für Tiere im Allgemeinen". Des Weiteren stelle er alles her, egal ob "zweisäulige Sicherheitsröhren, die zur Nutzung bei neuem Wein verwendet werden könnten, und alles was zur Kunst der Schmelzglas-Modellierung gehört: Rosenkränze, Halsketten, Armbänder, usw. ..., zusätzlich produziere er Kreuze auf Bestellung". Schließlich erschien er im Jahre 1827 vor dem medizinischen Gremium des Départements Indre-et-Loire, um eine Impfstoffpumpe zu präsentieren, die den Aufstieg der Flüssigkeit im Rohr mit dem Impfstoff erleichterte.
Der Franzose François Hazard (1758–1822) diente Boissonneau als großes Vorbild und er bezeichnete ihn selbst als einen Schöpfer der Augenprothese. Schon im Jahre 1825 begann Boissoneau in den Glasfabriken von Rougemont und Montmirail mit ersten Versuchen zur Anfertigung von künstlichen Augen. Waren die ersten Versuch noch eher erfolglos, so gelang es ihm im Laufe der Zeit, mit Hilfe einer Verbindung aus Bismut und Kieselsäure eine geeignete Masse zu produzieren, die den Temperaturwechsel besser vertrug und selbst nach Jahren nicht durch Augenflüssigkeit angegriffen wurde. Zunächst produzierte er seine Augen nur für kleinere und größere Tiere, erst sehr viel später auch für Menschen.
Eduard Wengler aus Dresden beschrieb die Fertigung der boissonneauschen Augen wie folgt:

„Wie der Verfasser dieser Zeilen lebhaft gesehen, fügt Boissonneau jetzt auf eine Masse, welche den Mittelpunkt oder Kern des Auges bildet und im Feuer einer Löthrohrlampe aufgeblasen wird, einen schwarzen, kreisrunden Punkt, der die Pupille darstellt, zieht von demselben mittels farbiger Glasstäbchen die im Feuer verflüssigte Masse nach allen Seiten hin aus, wodurch die Regenbogenhaut in feinster Nüancirung gebildet wird und überzieht das Ganze mit einer durchsichtigen Emaillage. Hierdurch wird die optische Täuschung einer vordern Augenkammer hervorgebracht. Sodann wird die Lederhaut angelöthet, auf welcher nach außen, innen, oben und unten einige feine Gefäße sichtbar sind. Das künstliche Auge hat die Gestalt einer flachen Schale, deren Konvexität nach vorn gerichtet ist. Am breitesten ist es nach außen und unten, nach innen und oben schmäler. Die Ränder sind gehörig abgerundet.“

Für die Ärmsten der Gesellschaft gab es die Augenprothese gratis. So schrieb Wagler weiter:

„Herr Boissonneau hat den Preis für ein Auge auf einen Friedrichsdor festgesetzt. Wer ein obrigkeitlich beglaubigtes Armuthszeugnis beibringt, bekommt das Auge sowie die ärztliche Mühewaltung gratis.“

Im Jahre 1839 zog er nach Paris in die Rue Neuve des Mathurins und begann mit der Publikation einer ganzen Reihe von Broschüren zu seinem Spezialgebiet, den Augenprothesen. In einer Ankündigung der Société de Travail a Mulhouse aus dem Jahre 1839 wird der Aussteller Boissonneau als Hersteller von Emailaugen für Mensch und Tier beschrieben. So heißt es in der Ankündigung:

„Ces yeux arrivés à un degré de perfection difficile à surpasser, se recommandent d'une manière spéciale pour l'usage des museums d'histoire naturelle, ainsi qu'aux personnes qui se forment des collections particulières d'oiseaux, de reptiles et de poissons. (deutsch: Diese Augen erreichen einen Grad der Perfektion, der schwer zu übertreffen ist, weshalb sie für die Nutzung von Naturkundemuseen und auch Personen, die sich eine Sammlung zulegen, insbesondere mit Vögeln, Reptilien und Fischen).“

In den Jahren 1842 bis 1844 diente er Wilhelm II. der Niederlande, an den er auch berichtete. Von ihm erhielt er den Orden der Eichenkrone verliehen. Des Weiteren wurde er mit der Großen Medaille in Gold für Wissenschaft und Kunst bedacht. Im Deckblatt seiner Publikation Yeux artificiels mobiles heißt es:

„Chevalier de L'ordre royal de la couronne de chêne, Grande Médaille d'Or des Science et de Arts, Chargé du Service de la Prothèse oculaire dans les Hopiteaux de Paris. (deutsch: Ritter des Orden der Eichenkrone, Große Medaille in Gold für Wissenschaft und Kunst, Beauftragter für Augenprothesen in den Krankenhäusern von Paris“

Im Jahr 1850 führte Friedrich Philipp Ritterich die Email-Augen erstmals in Deutschland ein. Ritterich pflegte ein großes Lager mit künstlichen Augen, die ihm von Boissonneau, J. B. H. Desjardins de Morainville und einem gewissen Noël aus Paris geliefert wurden. Am 29. Oktober 1850 besuchte Boissonneau München. Der Arzt Ludwig Walther empfiehlt Boissonneaus Kunst in einem Artikel in der Zeitung Volksbötin mit den Worten:

„Durch die künstlichen Augen wird nicht nur die Verunstaltung des Angesichts ganz und gar gehoben, sondern es werden dadurch auch eine Menge von schädlichen Einflüssen von dem verkrümmten Augapfel abgehalten, die als die Quelle häufig entstehender Schmerzen und selbst Entzündungen in denselben angesehen werden.).“

Am 2. August 1851 demonstrierte er im King’s College Hospital in London unter den Augen von Richard Partridge den Gebrauch seiner künstlichen Augen und referierte über deren Vorteil. Dabei erwähnte er seine zehnjährigen Erfahrungen aus Studien in Frankreich, Holland und Deutschland.
Bis 1851 arbeitete er u. a. mit Peter Gouglemann zusammen, der aber im Jahre 1851 in New York City ein eigenes Geschäft eröffnete.
Am 5. August 1854 trug er in London unter der Nr. 1715 folgendes Patent ein:

„Improvements in artificial eyes. These are, first "proportioning the length of artificial eyes in such manner that their caruncular and temporal portions shall not exert pressure upon the corresponding organic parts of their orbit." Second, "making the necessary shortening of the eye for this purpose only in the temporal section." Third, "the formation of a notch, perforation, or aperture in the inferior palpebral section of artificial eyes for the purpose of establishing a communication between the interior and exterior therof, and thus allowing the lachrymal fluid to maintain its proper level in the hollow of the eye, and restoring the functions of the lachrymal canal." (deutsch: Verbesserung der künstlichen Augen durch (1) Aufteilung der des Umfangs von künstlichen Augen in der Art und Weise, dass auf knotenförmige und temporäre Teilbereiche der Augenhöhle aufgebaut wird, d. h., es soll kein Druck an organische Stellen entstehen
(2) Dies macht die notwendige Verkleinerung des Auges zu einem temporären Schnitt
(3) Durch das formen einer Kerbe, Lochung oder Öffnung im Bereich der Lidspalten des künstlichen Auges wird ein Übertragungsweg zwischen internen und externen Bereichen ermöglicht, was die Tränenflüssigkeit auf der richtigen Ebene im Auge hält und somit die Funktion des Tränenkanals wiederherzustellen.“

Bei der Pariser Weltausstellung 1855 gab er zum ersten Mal seinen Beruf als Ocularist an. Laut Boissonneau nannten die Römer die Hersteller von künstlichen Augen Faber Oculariarius oder Oculorum Repositor, woraus sich sein Berufsname Ocularist ableitete. In seiner Publikation On the mechanical restoration of the apparatus of vision aus Anlass der Weltausstellung beschrieb Émile Debout (1811–1865) die Prothesen und das Wissen von Boissonneau und dessen Sohn.
Zumindest seit dem Jahr 1858 wohnte er 11, rue de Monceau in Paris. Im Katalogführer La médecine a l'exposition universelle de 1857, herausgegeben von La société médicale allemande de Paris, heißt es:

„38. BOISSONNEAU (père, à Paris, rue de Monceau, 11. — Yeux artificiels; échantillons d'émaux à base métallique pour leur fabrication; œil artificiel, nouveau modèle applicable indifféremment à l'orbite droit ou à l'orbite gauche.“

Im Jahr 1863 erschien in Klinische Monatsblätter für Augenheilkunde ein Artikel mit dem Titel Boissonneau Itinerarium. Im Artikel wurde darauf hingewiesen, dass er vom 16. April bis 31. Dezember 1863 auf einer Geschäftsreise kreuz und quer durch Europa sei. Diese Reise begann in London und endete schließlich in Cádiz. Weitere Stationen waren u. a. Brüssel, Berlin, Königsberg, Sankt Petersburg, Moskau, Warschau, Leipzig, Marseille, Hamburg, Kopenhagen, Stockholm, Amsterdam, Edinburgh und Madrid.
Es folgte im Jahr 1866 ein weiteres Patent in Preußen. Im Amtsblatt der Königlichen Preußischen Regierung zu Bromberg ließ er folgendes registrieren:

„864 Dem Herrn August Boissonneau zu Paris, ist unterm 17. Oktober 1866 ein auf fünf hintereinanderfolgende Jahre und für den ganzen Umfang des Preußischen Staates gültiges Patent: auf eine durch Zeichnung und Beschreibung nachgewiesene, als neu und eigenthümlich erkannte Einrichtung an künstlichen Augen, ertheilt worden.“

In den USA hatte er laut Annual Report of the commissioner of patents for the year 1866 unter Nr. 55.793 folgendes Patent angemeldet:

„Auguste, Boissonneau, Paris, France.-Artificial Eye.–June 19, 1866.–The caruncular portion of the ocular orbit hasunguinal depressions on each side of the nasal extremity, so as to establish harmony between the circumference of the prosthetic shell and the organic sinuosities when used on either side. Claim.–The shaping or forming artificial eyes in enamal, with a hollow c2 in the lower internal section, so that the lower section is symmetrical to the upper one, for the purpose as hereinbefore set forth of using the said eyes on either side as substantially decribed. (deutsch: Auguste Boissonneau, Paris, France - Künstliche Augen - Juni 19, 1866 - Die Tränenkarunkel der Augenhöhle haben unpassende Senken auf jeder Seite der nasalen Endpunkte, so dass es nötig ist den Umfang der prothetischen Hülle und der organischen Sinnesorgane, welches auf beiden Seiten benutzt wird, anzupassen. Beanspruchung: Das Modellieren und Formen des künstlichen Emailauges mit Einhöhlungen in den unteren inneren Sektionen, so dass der untere Bereich symmetrisch mit dem oberen ist, aus dem gleichen Grund wie früher und die Nutzung der Augen sind ausreichend beschrieben.“

Zu seinem Tod erschien in der Fachzeitschrift Annales d'oculistique im gleichen Jahr ein Nachruf mit folgenden Worten:

„On annonce la mort d'Auguste Boissonneau, décéde à Paris dans sa 82e année. Boissoneneau, père, etait unviersellement connu du monde ophtalmologique pour les perfectionnements qu'il a apportés à la confection de yeux artificiels. Il avait créé, pour se l'attribuer, le titre d'Oculariste, qui restera, et qu'il a porté dignement pendant plus d'un demi-siècle. Il a fait de nombreux élèves qui se distribueront sa succession. (deutsch: Wir verkünden den Tod von Auguste Boissonneau, der in Paris im Alter von 82 Jahren verstorben ist. Boissonneau (Vater) war allbekannt in der Welt der Ophthalmologie für seine Perfektion, die er bei der Herstellung künstlicher Augen aufbrachte. Es wird vermutet, dass auf ihn der Titel Ocularist zurückgeht und er trug ihn ein halbes Jahrhundert würdig. Er hatte viele Schüler, die sein Erbe würdig fortsetzten.)“

Zu seinen Schülern zählten sein Sohn Pierre-Auguste Boissonneau, der in der Rue de la Ferme-des-Mathurins in Paris lebte und ebenfalls ein Patent zur Verbesserung von Augenprothesen eingereicht hatte. Der eingeheiratete Herr Coulomb-Boissoneau zählte in dieser Zeit ebenfalls zu den Experten auf diesem Gebiet.

## Boissonneau als Ornithologe
In Katalog ausgestopfter Vögel (Catalogue d'oiseaux empaillés) aus dem Jahre 1837 bot Boissonneau der Sociéte Impériale des Naturalistes de Moscou Vogelbälge zum Kauf an. Zu seinen Kunden gehörten Côme-Damien Degland, der das Musée Ornithologique de Come Damien Degland betrieb, der Baron Frédéric de Lafresnaye, Jean Louis Cabanis für das Museum für Naturkunde zu Berlin, das Hof-Naturalienkabinett in Wien, Coenraad Jacob Temminck für das Reichsmuseum für Naturgeschichte in Leiden und viele mehr. Neben den Museen bezogen auch Privatsammler Vogelbälge, wie George Loddiges über den englischen Naturalienhändler Benjamin Leadbeater. Dieser erhielt die Bälge wiederum von Boissonneaus Frau. Später erwarb das Natural History Museum in London Loddiges Material.
1839 wurde Boissonneau von Félix Édouard Guérin-Méneville als Mitglied Nummer 180 der Société Cuvierienne vorgestellt.
Im gleichen Jahr veröffentlichte er in der Revue zoologique la Société cuviérienne den Artikel Nouvelles espèces d'Oiseaux-Mouches de Santa-Fé de Bogota. Hierin beschrieb er fünf Kolibriarten, von denen drei neu für die Wissenschaft waren. Er nannte die Arten »Ornismya Temminckii« (der Blauflügelkolibri Pterophanes cyanopterus (Fraser, 1840)), »Ornismya ensifera« (der Schwertschnabelkolibri Ensifera ensifera), »Ornismya microrhyncha« (der Kurzschnabelkolibri Ramphomicron microrhynchum), »Ornismya Paulinæ« (das Smaragdkehl-Glanzschwänzchen Metallura tyrianthina (Loddiges, 1832)) und »Ornismya heteropogon« (das Bronzeglanzschwänzchen Chalcostigma heteropogon). Da die Dezemberausgabe der Revue zoologique immer erst im nächsten Jahr veröffentlicht wurde, ist das Jahr 1840 und nicht das Jahr 1839 als Erstbeschreibungsjahr. Ein Konflikt mit dem Namen Ornismya Temminckii (entspricht dem Violettkehlkolibri (Heliomaster squamosus) (Temminck, 1823)), welcher bereits 1832 von René Primevère Lesson verwendet wurde, verhinderte laut Internationale Regeln für die Zoologische Nomenklatur weiteres potentielles gültiges Taxon.
Im Jahr 1840 folgte im Magasin de zoologie, d'anatomie comparée et de paléontologie die bildliche Illustration sowie eine detaillierte Beschreibung durch Boissonneau. Die Zeichnungen trug Jean-Gabriel Prêtre (1768–1849), die Gravur Davesne (bl. 1835–1860) und der Druck N. Rémond bei. Seine Bälge aus Santa-Fé de Bogota bezog er von einem Herrn Rieffer, der damals im Vizekönigreich Neugranada für ihn und andere sammelte.
In seinem zweiten Artikel Oiseaux nouveaux ou peu connus de Santa-Fé de Bogota in der Januarausgabe der Revue zoologique beschrieb er 15 weitere Arten, wobei er darauf hinwies, dass drei bereits von Lesson beschrieben waren. Er nannte die neuen Arten »Ampelis Nattererii« (die Nördliche Prachtkotinga Cotinga nattererii), »Ampelis rufocristala« (die Rotschopfkotinga Ampelion rubrocristatus), »Ampelis Riefferii« (die Goldbandkotinga Pipreola riefferii), »Tanagra (Euphone?) Constantii« (eine Unterart der Mennigohr-Bergtangare Anisognathus igniventris lunulatus (Du Bus, 1839)), »Tanagra (Euphone?) Vassorii« (die Schwarzblautangare Tangara vassorii), »Tanagra (gros-bec?) Riefferii« (die Papageitangare Chlorornis riefferii), »Uncirostrum La Fresnayii« (der Stahlhakenschnabel Diglossa lafresnayii), »Uncirostrum d'Orbignyi« (der Rostbauch-Hakenschnabel Diglossa sittoides dorbignyi), »Ornismia Bonapartei« (der Goldbauchkolibri Coeligena bonapartei), »Ornismia torquata« (der Violettscheitelkolibri Coeligena torquata), »Ornismia paradisæa« (der Fahlschwanzkolibri Boissonneaua flavescens (Loddiges, 1832)), »Ornismia Guerinii« (der Grünbart-Helmkolibri Oxypogon guerinii), »Ornismia Kingii« (Less.) (die Himmelssylphe Aglaiocercus kingii (Lesson, 1832)), »Ornismia Nuna« (Less.) (die Grünschwanzsylphe Lesbia nuna (Lesson, 1832)), »Ornismia Vestita« (Less.) (der Violettkehl-Höschenkolibri Eriocnemis vestita (Lesson, 1839)) und »Trochilus La Fresnayi« (der Samtbauchkolibri Lafresnaya lafresnayi).
Es folgte in der Februarausgabe ein Artikel Nouvelle espèce du genre Pic, in dem er »Picus Rivolii« beschrieb, den Rotmantelspecht (Colaptes rivolii). In der Märzausgabe erschien der Artikel Oiseaux nouveaux de Santa-Fé de Bogota. Darin beschrieb er »Tanagra (gros-bec) eximia« (die Schwarzbrust-Bergtangare Buthraupis eximia), »Tanagra (Tachyphonus) tæniata« (die Silberbrauen-Bergtangare Dubusia tæniata), »Tanagra (Aglaia) labradorides« (die Schwarznackentangare Tangara labradorides), »Tanagra (Arrémon, Vieillot; Embernagra, Lesson) assimilis« (eine Unterart der Streifenkopf-Buschammer, Buarremon torquatus assimilis), »Tanagra (arremon) albo-frenatus« (die Weißbart-Buschammer Atlapetes albofrenatus), »Tanagra (arremon) pallidinucha« (die Zimtstirn-Buschammer Atlapetes pallidinucha), »Tanagra (Arremon) schistaceus« (die Graubrust-Buschammer Atlapetes schistaceus), »Tanagra (Arremon) semirufus« (die Ockerbrust-Buschammer Atlapetes semirufus), »Pteroglossus albivitta« (eine Unterart des Laucharassari, Aulacorhynchus prasinus albivitta, aber laut IOC World Bird List eigene Art Aulacorhynchus albivitta), »Quiscalus sub-alaris« (den Braunachselstärling Macroagelaius subalaris), »Setophaga ornata« (den Schwarzohr-Waldsänger Myioborus ornatus), »Tyrannula fumigata« (den Rußbuschtyrannen Myiotheretes fumigatus).
Im gleichen Jahr präsentierte er der Gesellschaft den Naturalienhändler Johann Georg Wilhelm Brandt (1794–1856) aus Hamburg als Mitglied mit der Nummer 211. In der Dezemberausgabe erschien ein weiterer Artikel von ihm: Classification méthodique d'ornithologie européene sur étiquettes. Darin versuchte er, 1670 Etiketten zu verkaufen, die den Spezifikationen nach Temminck entsprachen.
1841 erschien von ihm eine exaktere Beschreibung der Vassori-Tangare mit einer Illustration. Das Bild zum Text lieferte erneut Prêtre, die Gravur stammte von Christophe Annedouche (1803–1866) und der Druck erfolgte durch N. Rémond.
Ab diesem Zeitpunkt scheint sein Interesse an der Ornithologie erloschen zu sein. Im Jahr 1842 trat er zusammen mit mehreren anderen Mitgliedern aus der Société Cuviérienne aus. Die Stellungnahme zum Austritt weist darauf hin, dass es zu einem Zerwürfnis zwischen einem erlesenen Kreis, zu dem auch Boissonneau und das von ihm geworbene Mitglied Brandt gehörten, und der Société gekommen war.

## Dedikationsnamen
Heinrich Gottlieb Ludwig Reichenbach verwendete in einem Sonderheft des Journal of Ornithology aus dem Jahre 1854 im Artikel Aufzählung der Colibris oder Trochilideen in ihrer wahren natürlichen Verwandtschaft: nebst Schlüssel ihrer Synonymik erstmals den Gattungsnamen Boissonneaua und schlug den Trochilus flavescens (Loddiges, 1832) dieser Gattung zu. Der Namensgebung war eine Ehrerbietung an Boissonneau. Frédéric de Lafresnaye verwendete im wissenschaftlichen Namen des Andenschopfohrs (Pseudocolaptes boissonneautii) (Lafresnaye, 1840) seinen Namen. So fand auch der französische Trivialname Anabate de Boissonneau in der Literatur Einzug. Lafresnaye schrieb:

„Nous la dédions à M. Boissonneau, comme faisant partie de la riche collection qu'il a reçu de Bogota et comme un hommage des amis de la science, de ce qu'avant d'en livrer les nombreuses espèces à des mains étrangères, il a voulu, dans l'intéret de cette science, faire connaître les espèces nouvelles par ses propres descriptions ou celles des auteurs auxquels ils les a communiquées obligeamment. (deutsch: Wir widmen die Art Herrn Boissonneau, der einen Teil seiner reichen Sammlung, die er im Rahmen der Ehrerbietung an die Freunde der Wissenschaft aus zahlreichen ausländischen Händen von Bogota (Santa Fé de Bogotá) erhalten hatte. Im Interesse der Wissenschaft und im Bewusstsein für die Notwendigkeit der Beschreibung neuer Arten durch geeignete Autoren hatte er uns den Balg freundlicherweise zur Verfügung gestellt).“

Manchmal findet sich in der französischen Literatur auch der Trivialname Moucherolle de Boissonneau für den Rußbuschtyrannen.
1840 nannte Temminck die Rauchschwalbe (Hirundo boissonneauti) (entspricht der Unterart (Hirundo rustica savignii)) (Stephens, 1817), so dass auch der eher seltene deutsche Trivialname Boissonneau-Schwalbe in älterer Literatur vorkommt. Temminck schrieb zu ihr:

„Remarque. Je dois deux individus de cette espèce nouvelle aux soins de M. Boissonneau de Paris. C'est en son nom, et d'après qu'il m'a donnée de les avoir obtenus du midi de l'Espagne que je place ici cette espèce, dont j'ai vainement cherché la citation dans les catalogues méthodiques. L'adulte me vient de Tripolis, et un autre suject de la Grèce. Habite L'Andalousie et la Grèce, et doit problement se trouve aussi dans différences parties du nord de l'Afrique. Nourriture et propagation. Inconnues.
(deutsch: Hinweis. Ich habe zwei Individuen dieser neuen Arten aus der Sammlung von Herrn Boissonneau aus Paris. Sie sind seinem Namen gewidmet, und nach seiner Aussage, hat er sie  aus dem Süden von Spanien bekommen, wohin ich diese Art einordne, und bei der ich vergeblich nach einem Zitat im methodischen Katalog gesucht habe. Die Erwachsenen, die ich mir bekannt sind kommen aus Tripolis und anderer Bälge aus Griechenland. Sie leben in Andalusien und Griechenland und eventuell finden sie sich auch in Teilen des Nordens von Afrika. Ernährung und Fortpflanzung. Unbekannt.)“

Laut Hermann Schlegel korrigierte Boissonneau später diese Aussage und erklärte, dass die Schwalbe eigentlich aus Mazedonien und nicht aus Spanien stamme.

## Galerie
Galerie mit Lithografien von Jean Gabriel Prêtre.

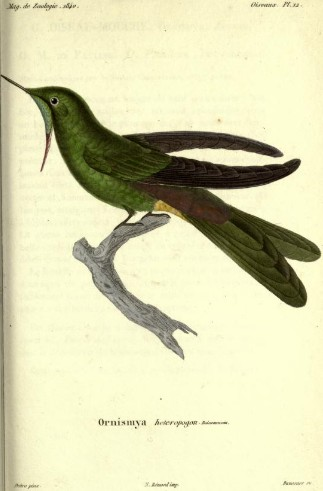
Bronzeglanzschwänzchen von Prêtre gemalt
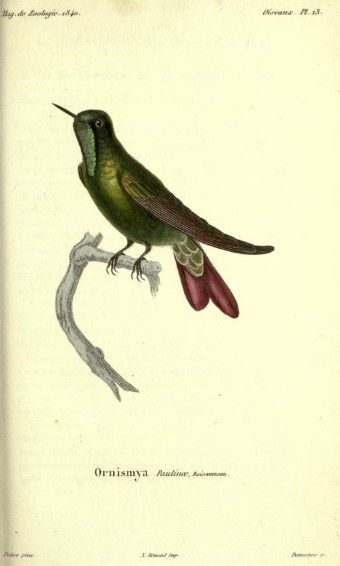
Smaragdkehl-Glanzschwänzchen von Prêtre gemalt
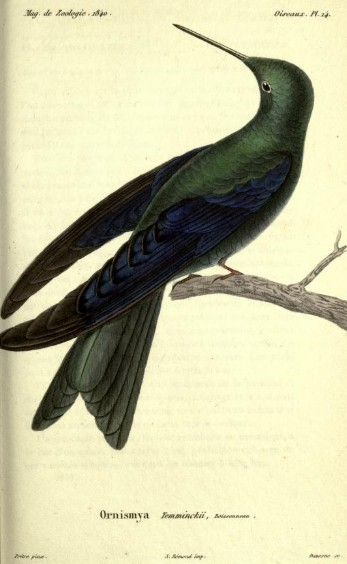
Blauflügelkolibri von Prêtre gemalt
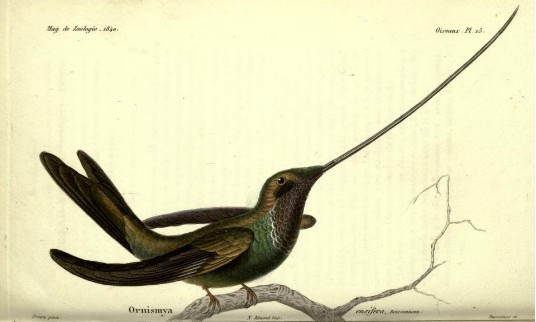
Schwertschnabelkolibri von Prêtre gemalt
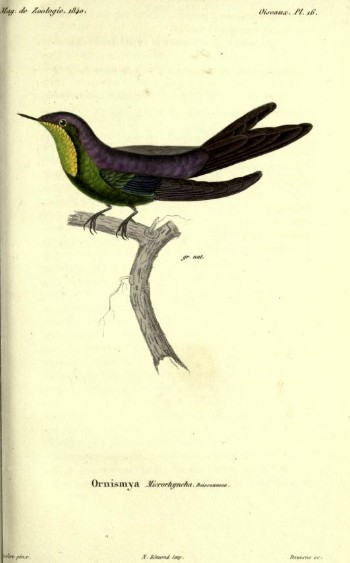
Kurzschnabelkolibri von Prêtre gemalt
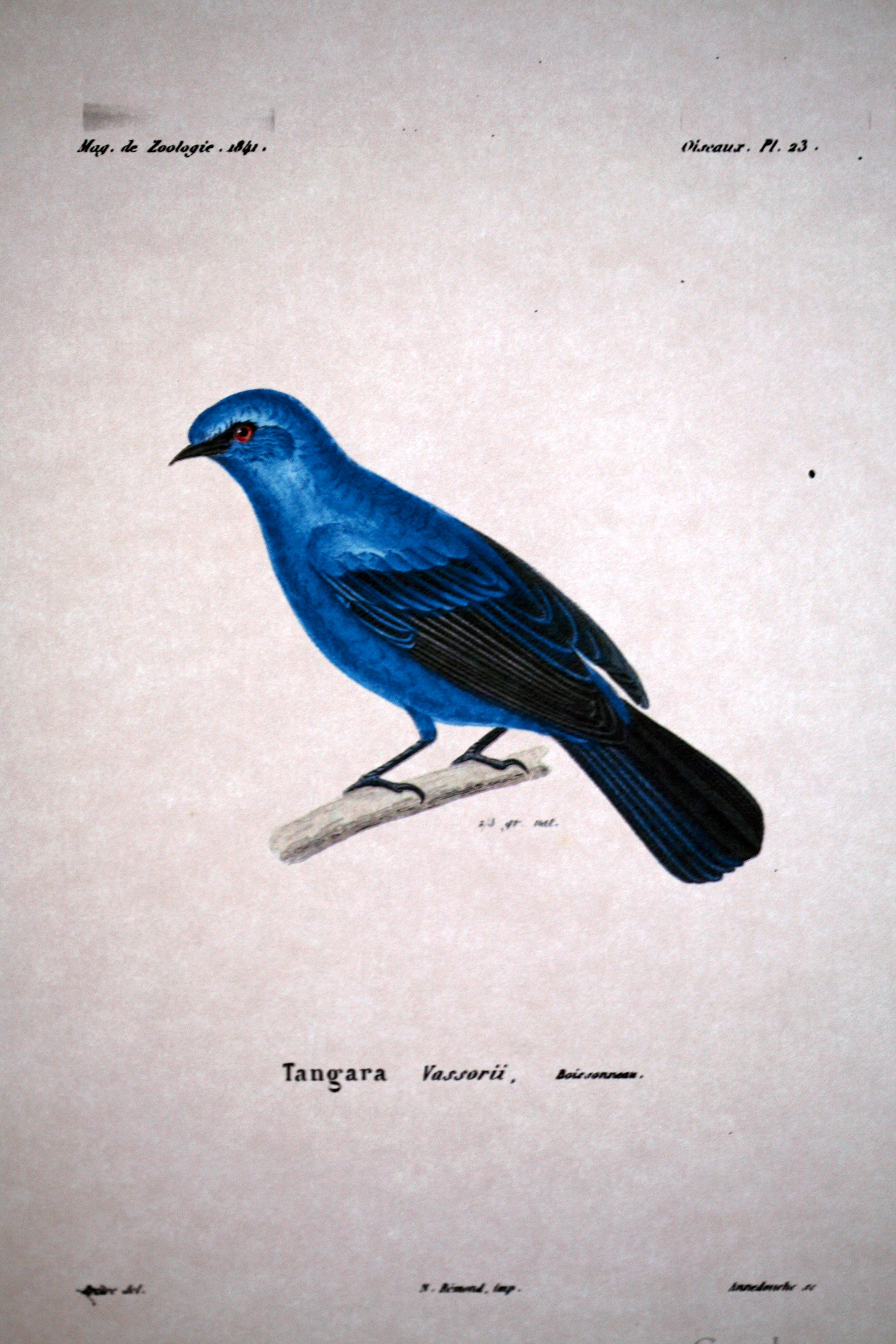
Vassori-Tangare von Prêtre gemalt

## Werke
- Nouvelles espèces d'Oiseaux-Mouches de Santa-Fé de Bogota. In: Revue zoologique la Société cuviérienne. Band 2, 1839, S. 354–356 (biodiversitylibrary.org).
- G. Oiseau-Mouche. Ornismya. Lesson. O. M. A barbe singulière. O. heteropogon. Boissonneau. In: Magasin de zoologie, d'anatomie comparée et de palaeontologie (= 2). Band 2, 1840, S. 1 & Tafel 12 (biodiversitylibrary.org).
- G. Oiseau-Mouche. Ornismya. Lesson. O. M. de Pauline. O. Paulinæ. Boissonneau. In: Magasin de zoologie, d'anatomie comparée et de palaeontologie (= 2). Band 2, 1840, S. 1 & Tafel 13 (biodiversitylibrary.org).
- G. Oiseau-Mouche. Ornismya. Lesson. O. M. de Pauline. O. Paulinæ. Boissonneau. In: Magasin de zoologie, d'anatomie comparée et de palaeontologie (= 2). Band 2, 1840, S. 1–2 & Tafel 14 (biodiversitylibrary.org).
- G. Oiseau-Mouche. Ornismya. Lesson. O.-M. Porte-épée. O. ensifera. Boissonneau. In: Magasin de zoologie, d'anatomie comparée et de palaeontologie (= 2). Band 2, 1840, S. 1–2 & Tafel 15 (biodiversitylibrary.org).
- G. Oiseau-Mouche. Ornismya. Lesson. O.-M. a très petit bec. O. microrhyucha. Boissonneau. In: Magasin de zoologie, d'anatomie comparée et de palaeontologie (= 2). Band 2, 1840, S. 1–2 & Tafel 16 (biodiversitylibrary.org).
- Oiseaux nouveaux ou peu connus de Santa-Fé de Bogota. In: Revue zoologique la Société cuviérienne. Band 3, 1840, S. 2–8 (biodiversitylibrary.org).
- Nouvelle espèce du genre Pic. In: Revue zoologique la Société cuviérienne. Band 3, 1840, S. 36–37 (biodiversitylibrary.org).
- Oiseaux nouveaux de Santa-Fé de Bogota. In: Revue zoologique la Société cuviérienne. Band 3, 1840, S. 66–71 (biodiversitylibrary.org).
- Classification méthodique d'ornithologie européenne sur étiquettes (Paris, chez l'auteur, rue Neuve-des-Mathurins, 19. Prix: 20 francs.). In: Revue zoologique la Société cuviérienne. Band 3, 1840, S. 350 (biodiversitylibrary.org).
- Mémoire sur la prothèse oculaire et sur les améliorations apportées aux yeux artificiels. Paris 1840, S. 350.
- Traité théorique et pratique de l'œil artificiel, ou perfectionnements apportés à la prothèse oculaire. Paris 1840.
- G. Tangara. Linné. (Group des Tangaras Euphones) T. de Vassor. T. Vassorii. Boissonneau. In: Magasin de zoologie, d'anatomie comparée et de palaeontologie (= 2). Band 3, 1841, S. 1 & Tafel 23 (biodiversitylibrary.org).
- Indications pathologiques à transmettre pour diriger par correspondance la fabrication des yeux artificiels humains. Paris 1842.
- Recherche sur l'histoire des yeux artifisiels. In: Annales de la Société de médecine de Gand. 1843.
- Rapport adressé à S. M. Guillaume II, roi des Pays-Bas, prince d'Orange-Nassau, grand duc du Luxembourg, etc., sur les suites séplorables de l'ophthalmie miltaire observées depuis son invasion et traitées gratuitement par l'application des yeux artificiels. Paris 1842, 1843 und 1844.
- Yeux artificiels mobiles. Paris 1848.
- mit Pierre-Auguste Boissonneau, fils: Formulaire, indications pathologiques à transmettre pour diriger par correspondance l'exécution des yeux artificiels humains, d'après nature, suivies d'instructions générales de nouveaux modes opératoires des staphylômes opaques de la cornée, cirsophthalmies, etc. 17, rue Neuve des Mathurins, 1848.
- Prothèse oculaire. Instructions et moyens de formuler les demandes d'yeux artificiels par correspondance, avec un aperçu touchant divers coups-d'œil. 17, rue Neuve-des-Mathurins, 1848.
- Prothèse oculaire. Yeux artificiels mobiles. Paris 1849.
- Yeux artificiels mobiles, indications générales ou guide pratique de l'oeil artificiel perfectionné. Germer-Baillière Éd., Paris 1849.
- Des yeux artificiels chez tes aveugles. In: Annales d'oculistique. Band 30, 1854, S. 146.
- De la restauration de la physionomie chez les personnes privées d'un œil: ou, Exposé d'un nouvel œil artificiel à double échancrure interne. Paris 1858.
- Tarif raisonné de M. Boissonneau, Oculariste de l'Armée et des Hôpitaux civils et instructions sur l'appropiation, l'introduction et l'extraction de l'oeil artificiel. Bonaventure et Ducessois, 1861.
- Itinéraire des voyages annuels. A. Appert, 1862.